# Élodie Seguin
Pour les articles homonymes, voir Seguin.
Élodie Seguin est une peintre française née à Paris en 1984.

## Biographie
Élodie Seguin est diplômée de la Villa Arson et de l’École nationale supérieure des Beaux-Arts de Paris.
Son travail est lié aux couleurs ainsi qu'à l’espace d’exposition et nourri d’une réflexion profonde sur la représentation. Pour l’exposition « Vantablack » à la galerie Jocelyn Wolff (qui la représente), elle conçoit la sculpture Lingot, faite d’une plaque de bois couverte d’encre et de peinture dans une superposition de blanc et de jaune.
En 2022, elle est résidente de la Casa de Velasquez. Son travail a été exposé dans de nombreuses institutions dont que le MACBA de Buenos Aires, le MUDAM, la Fondation Ricard, Lafayette Anticipations, le Frac Bretagne, ou le MUCEM.

## Expositions

### Expositions personnelles
2017
- Peinture Sculpture Peinture, Galerie Jocelyn Wolff, Paris[8]

2024
- Shaped Colors, BF15, Lyon[9]
- LOOK LOOP, Museum Peac, Freiburg, Germany[10]

### Expositions collectives
2018
- Face contre terre, Galerie Jocelyn Wolff (Romainville)[11]

2021
- Biennale de la sculpture, St Paul de Vence[12]

## Publication
- Les Invisibles, quadrichromie co-écrit avec Olivier Mosset et Hugo Schüwer-Boss[13]